# Голландська інтервенція на Балі (1906)
Голландська інтервенція на Балі (1906) — військова інтервенція колоніальної армії Королівства Нідерландів на острів Балі, яка призвела до знищення двох південних балійських королівств — Бадунга і Табанана, а також до серйозного ослаблення найбільшого королівства острова — Клунгкунга. Це була шоста за рахунком інтервенція голландців на острів.

## Передісторія
Голландці до середини XIX століття вже завоювали північну частину Балі, приєднавши королівства Джембрана, Булеленг і Карангасем до Голландської Ост-Індії, проте південні королівства — Табанан, Бадунг і Клунгкунг — залишилися незалежними. Між цими королівствами і голландцями постійно виникали різні дрібні суперечки, і голландці чекали лише підходящого приводу, щоб почати масоване вторгнення.
Одним з головних предметів спорів між балійськими королями і голландцями було розмежування прав у привласненні товарів з кораблів, які терпіли аварії на рифах біля Балі. За балійською традицією, яка мала назву tawan karang і була аналгом середньовічного європейського «берегового права», балійський король вважався власником всіх затонулих у водах біля його королівства судів, але голландці не були з цим згодні.
27 травня 1904 року китайська шхуна під назвою Sri Kumala сіла на рифи біля Санура і була тут же розграбована бадунгськими балійцями. Коли голландці послали королю Бадунга вимогу віддати їм частину здобичі, він відповів відмовою, заручившись підтримкою королів Табанана і Клунгкунга. Правитель Табанана також викликав невдоволення голландців тим, що в 1904 році дозволив у своїй країні звичай саті — ритуал спалення живих родичів разом з трупом померлого глави сім'ї, який на Балі мав назву wesatia, попри те, що голландці формально просили його не робити цього.
У червні 1906 року голландський флот почав блокаду південного узбережжя Балі, а правителям південних королівств були спрямовані різні ультиматуми.

## Вторгнення
14 вересня 1906 року досить значні сили Королівської голландської Ост-Індської армії, названі Шостою військовою експедицією, висадилися в північній частині пляжу в Санурі, на території Бадунга. Командував голландськими військами генерал-майор Марінус Бернардус Рост ван Тоннінген. Бадунгські солдати здійснили кілька нападів на намети голландців в Санурі, а також чинили серйозний опір в селі Інтаран.

### Кесіман
Проте в цілому голландцям вдавалося просуватися по країні без особливого опору, і вони прибули в місто Кесіман 20 вересня 1906 року. Там місцевий цар, васал короля Бадунга, вже був убитий його власним жерцем, так як відмовився чинити збройний опір голландцям. Його палац був у вогні, саме місто спорожніло.

### Денпасар
Голландці вступили в місто Денпасар так, немов були на військовому параді. Ніякого опору спочатку їм надано не було. Вони підійшли до палацу місцевого правителя і відчули запах диму, а також почули барабанний бій з-за стін палацу.
Коли голландці підійшли до воріт палацу, вони відчинилися, і з палацу виступила мовчазна процесія під керівництвом місцевого раджі, якого на паланкіні несли чотири людини. Раджа був одягнений у традиційний білий одяг для кремації та чудові ювелірні прикраси і був озброєний традиційним балійським кинджалом — крисом. Інші люди в процесії були чиновниками раджі, охоронцями, жрецями, дружинами, дітьми і слугами, і всі вони були одягнені однаково. Вони вже провели над собою традиційні передсмертні ритуали, були одягнені у білі шати, і кожен мав свій ритуальний крис.

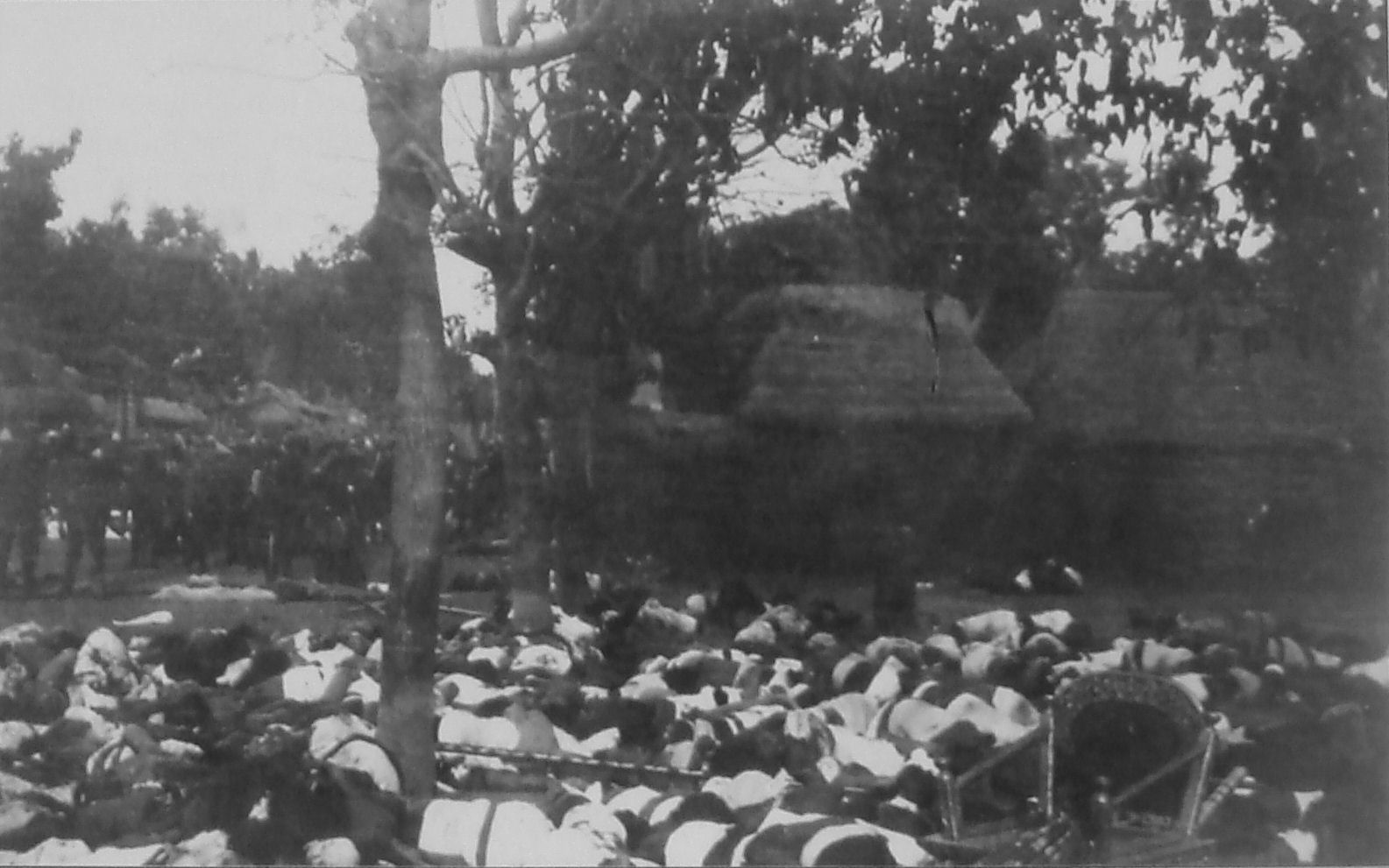
Трупи балійців, загиблих в результаті пупутана в Бадунзі. Голландські війська стоять ліворуч

Коли процесія була приблизно в ста кроках від голландських військ, вона зупинилася. Раджа спустився з паланкіна і дав знак жрецю, який підійшов до нього і встромив кинджал йому в груди. Інші учасники процесії почали вбивати кинджалами себе та інших, здійснюючи ритуальний обряд під назвою puputan (бій на смерть). Жінки глузливо кидали свої коштовності і золоті монети в голландських солдатів.
Згодом повідомлялося, нібито деякі з тих, що вийшли з палацу балійців стріляли по голландцям з рушниць і метали списи і дротики, і це спонукало солдатів відкрити по них вогонь з кулеметів і артилерії. Оскільки з кожною хвилиною з палацу виходило все більше людей, гора трупів під голландським вогнем все збільшувалася. Всього в процесії було кілька сотень, а можливо — і більш 1000 чоловік. І велика частина з них загинула під голландським вогнем.

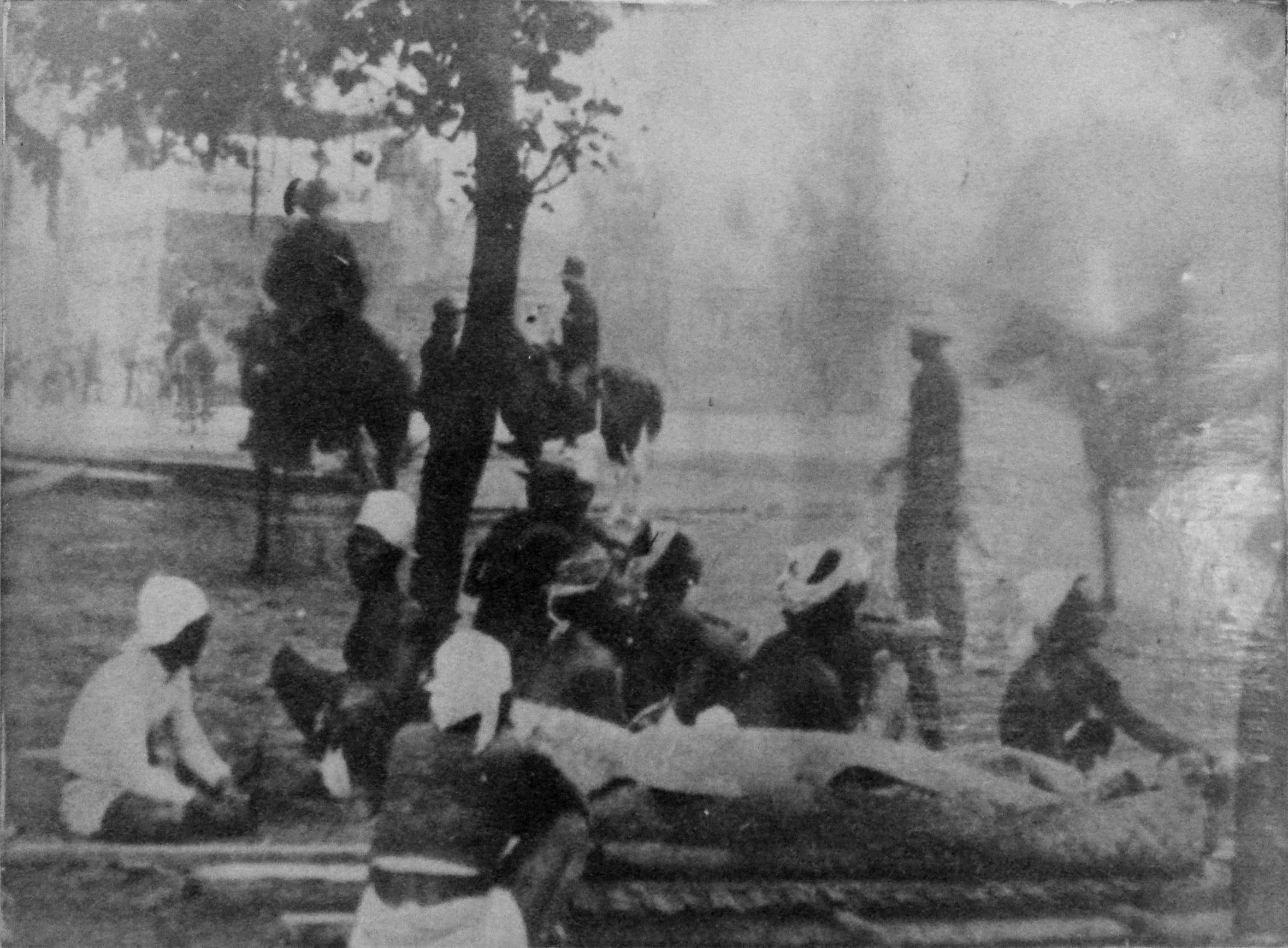
Пограбоване тіло денпасарського раджі

За іншими джерелами, будь-який опір з боку балійців — брехня. Деякі з учасників бійні згодом розповідали, що голландці першими відкрили вогонь по балійцям, які вийшли з палацу, і що ці балійці були озброєні лише церемоніальними крісами і — рідко — списами і щитами, а також що ті, хто вижив під обстрілом покінчили з собою, вбиваючи себе та інших у відповідності з канонами puputan.
Після завершення різанини голландські солдати зняли всі цінні речі з трупів і спалили руїни згорілого під артилерійським вогнем палацу. Місто Денпасар було стерте з лиця Землі.
В той же день подібні події відбувалися в сусідньому місті Пемекутан, де жив король Густі Геде Нгурах. Голландці дозволили королю і знаті здійснити ритуальне самогубство і почали грабувати трупи.

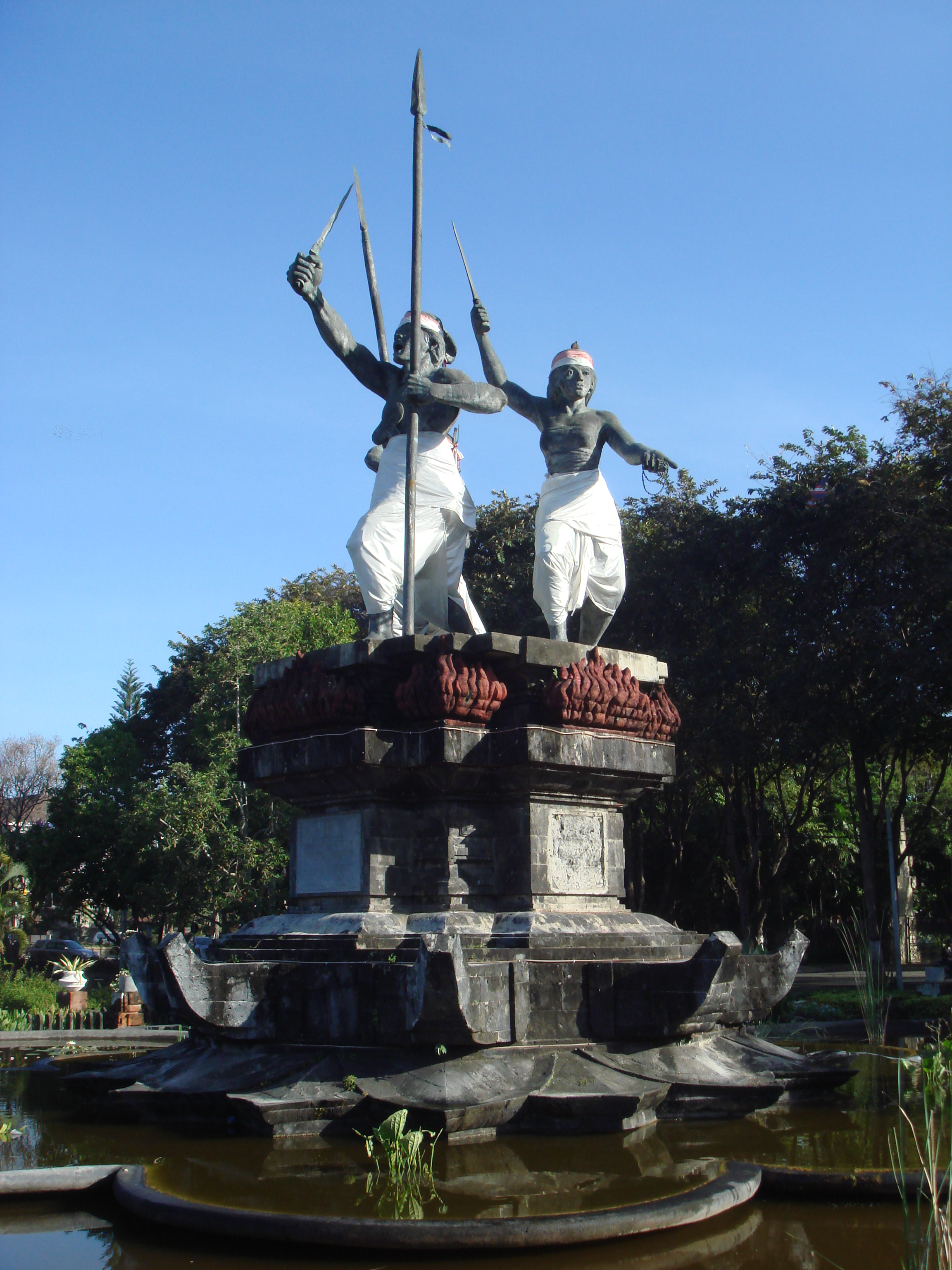
Монумент пам'яті загиблих в Денпасарі на Балі

Ці події в даний час називають на Балі «бадунгським пупутаном» і прославляють як приклад опору іноземної агресії. Величезний бронзовий пам'ятник зведено на центральній площі сучасного Денпасара, де раніше стояв палац раджі, славлячи балійський опір під час здійснення «пупутана».

### Табанан
Голландці потім рушили до Табанану, куди втекли король Густі Агунг Нгурах і його син, які згодом здалися голландцям і намагалися домовитися з ними, щоб правити королівством під їх протекторатом.

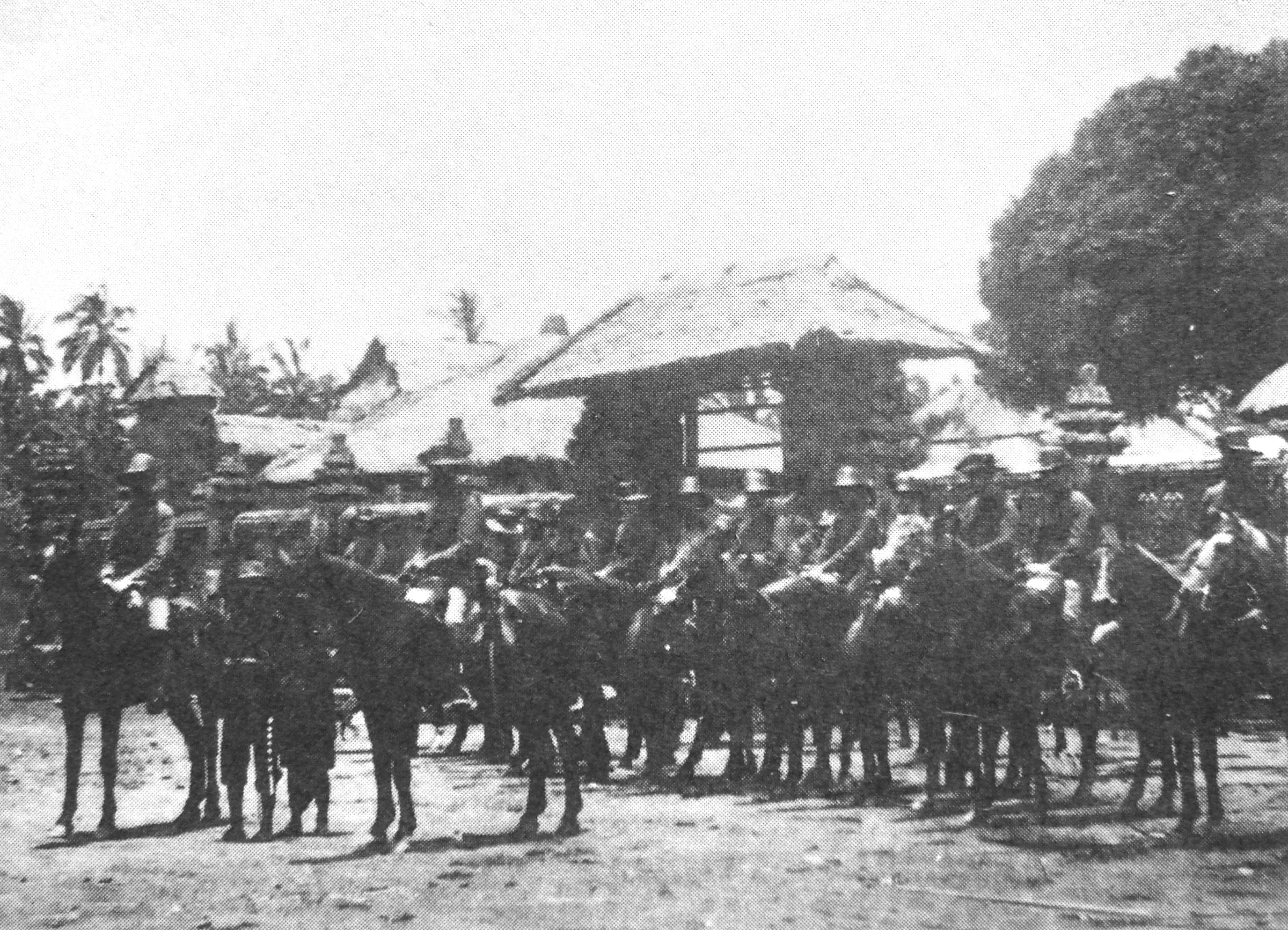
Голландські кавалеристи перед королівським палацом у Табанане

Голландці у відповідь запропонували їм лише висилку на острова Мадура або Ломбок, і вони воліли покінчити з собою у в'язниці два дні потому. Їх палац був зруйнований і пограбований голландцями.

### Клунгкунг
Голландці також направили свої війська на Клунгкунг, готуючись вступити в битву з Дева Анунгом, правителем Клунгкунга і номінальним королем всього Балі, але зрештою відмовилися від цього, так як Дева Анунг не став битися з голландцями і домовився з ними про підписання угоди, за якою руйнував свої укріплення, віддавав голландцям вогнепальну зброю і відмовлявся від експортних і імпортних мит у торгівлі з голландцями.
Відповідний привід для вторгнення в Клунгкунг знайшовся у голландців через два роки. Тоді відбулося останнє вторгнення на острів, в результаті якого традиційне королівство на Балі було знищено.

## Наслідки
Голландці за досить короткий термін в ході двох кампаній 1906 і 1908 року встановили повний контроль над островом Балі.
Голландські вторгнення привернули увагу світової преси, і західна громадськість дізналася про криваві звірства в південній частині острова. Газети відзначали різку диспропорцію між «злочинами» балійців і жахіттями каральних голландських експедицій. В результаті образ Нідерландів як «доброї» і «відповідальної» колоніальної держави був остаточно зруйнований.
Нідерланди, також критиковані світовою громадськістю за жорстокість солдат на Суматрі, Яві і східних островах Індонезії, вирішили спробувати відновити свій престиж «добрих» колонізаторів і загладити свою провину перед балійцями шляхом започаткування так званої «етнічної політики». У результаті голландці на Балі стали дослідниками і захисниками балійської культури і намагалися зберегти її поряд з розпочатою модернізацією країни. Були зроблені значні зусилля по збереженню традиційної культури Балі, сам острів планувалося зробити «живим музеєм» «класичної» культури Південно-Східної Азії, і вже в 1914 році острів відкрився для міжнародного туризму. У зв'язку з цим жорстокі вторгнення 1906 і 1908 років, які викликали міжнародне обурення, парадоксальним чином сприяли збереженню балійської культури і перетворенню острова в один із найпопулярніших світових курортів, яким він є і по цей день.